# Giovanni Correr
Giovanni Correr (* 28. Mai 1798 in Venedig; † 3. Januar 1871 in Venedig) war von Juli 1838 bis Mai 1857 eingesetzter Bürgermeister (Podestà) des zu dieser Zeit österreichischen Venedigs. Nach seinem Rücktritt folgte ihm Alessandro Marcello im Amt. 

## Leben

### Familie, Beginn seiner Verwaltungskarriere
Giovanni Correr entstammte zwei Adelsfamilien Venedigs. Seine Eltern waren Pietro 
Correr und Elena Contarini. Er besuchte das Seminario di S. Cipriano  auf der Insel Murano. Im Alter von 21 Jahren heiratete er Adriana Zen, die ebenfalls einer der älteren Adelsfamilien angehörte. 1822 wurde er Assessore in der stadtvenezianischen Verwaltung. 

### Podestà
Venedig, das von 1815 bis 1866 zu Österreich gehörte, erhielt während dieser Zeit jeweils einen auf drei Jahre ernannten Podestà, was vielfach unzulänglich mit ‚Bürgermeister‘ übersetzt wurde. Die Kommune schlug dazu drei Kandidaten vor, von denen der österreichische Kaiser einen aussuchte. 
1837 wurde Correr zum Podestà bestellt, doch erst 1838 mit dem Tod seines Vorgängers übernahm er alle Funktionen des Bürgermeisters, der in dieser Zeit eher eine Art Verwaltungsvorsteher war. Bis zu seinem Rücktritt im Mai 1857 hatte er diese Position inne.
1838 ergriff Correr zusammen mit Casati, dem Podestà von Mailand, eine Initiative, um für die oberitalienischen Kommunen eine größere Eigenständigkeit zu erlangen. Die Eingabe überreichten sie dem zuständigen Grafen Kolowrat. 1844 hielten sich Correr und Casati bei Metternich in der Hauptstadt Wien auf, um dieselbe Frage zu erörtern. 
Die Österreicher planten, die Lagune in ein Festungssystem zum Schutz des Hinterlands einzubeziehen. Daher wollten sie die Flüsse Brenta und Sile in die Lagune leiten. Trotz der schweren Überflutungen von 1816, 1823, 1825 und 1827 kam es jedoch zu keiner Einigung. Der Florentiner Hydrologe Vittorio Fossombroni erhielt 1829 den Auftrag, eine Entscheidung von größter Tragweite vorzubereiten. Er ließ sich sechs Jahre Zeit und arbeitete dabei mit dem Ingenieur Pietro Paleocapa zusammen, bevor er 1835 sein Werk vorstellte, das erst 1847 veröffentlicht wurde. Dabei war der Florentiner wenig bereit, auf einen Ausgleich der sozialen Interessengegensätze hinzuwirken. Mit der Einleitung des Brenta auf der Höhe von Chioggia in die Lagune wurde nämlich zugunsten der landsässigen Agrarier eine Verlandung der südlichen Lagune in Kauf genommen. Doch lange Zeit erfolgten keine nennenswerten Überflutungen mehr. Erst nach der kostspieligen Überschwemmung von 1839 ordnete der Vizekönig persönlich die sofortige Verlegung des Flusses an, so dass dieser ab April 1840 wieder in die Lagune strömte (dieser Eingriff wurde erst 1896 von der italienischen Regierung rückgängig gemacht). Der dem Florentiner Fossombroni zuarbeitende Venezianer Pietro Paleocapa widersprach zwar der Einleitung des Sile in die Lagune, unterstützte ansonsten aber die österreichische Lagunenpolitik.

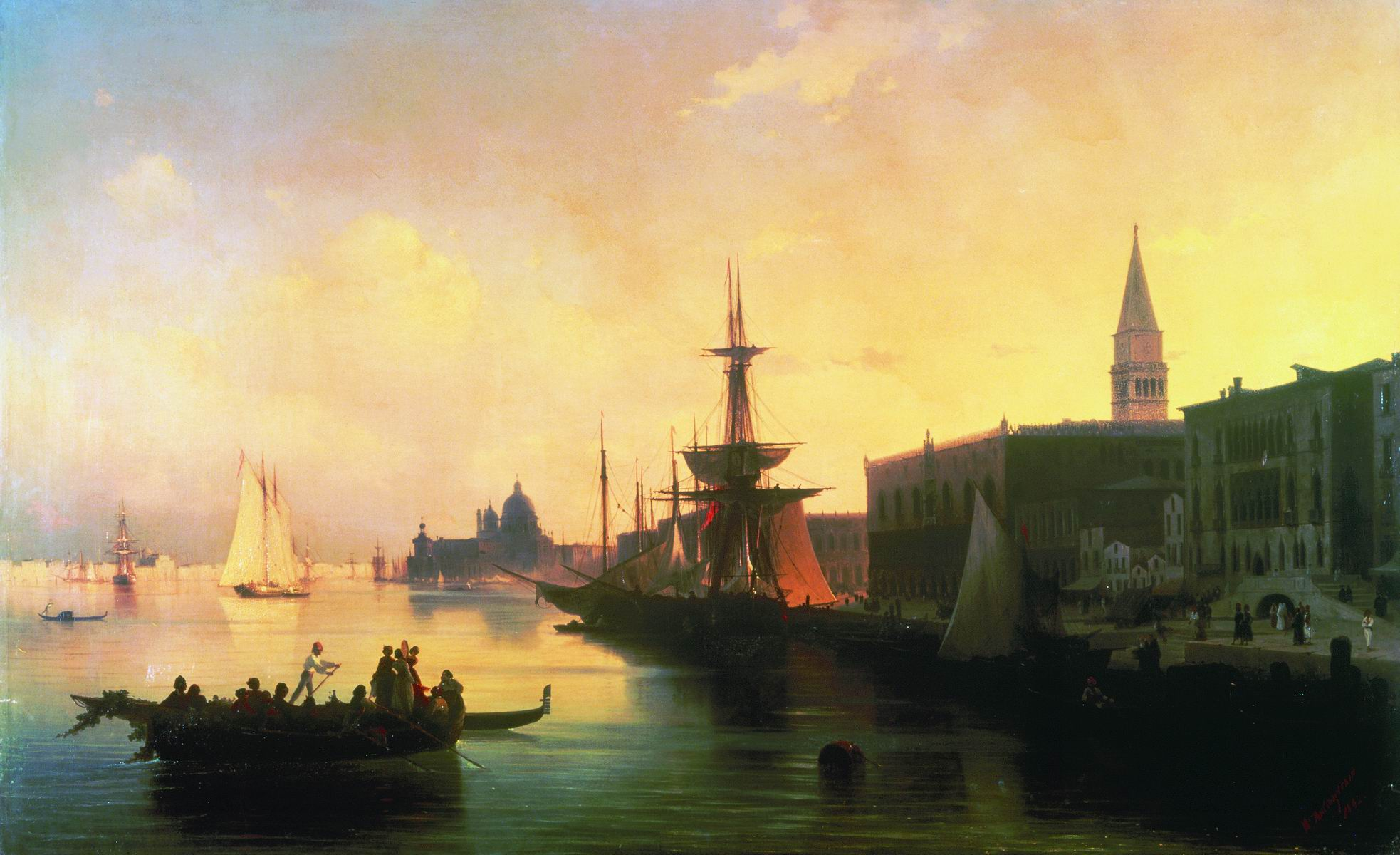
Iwan Konstantinowitsch Aiwasowski: Venedig, 1842

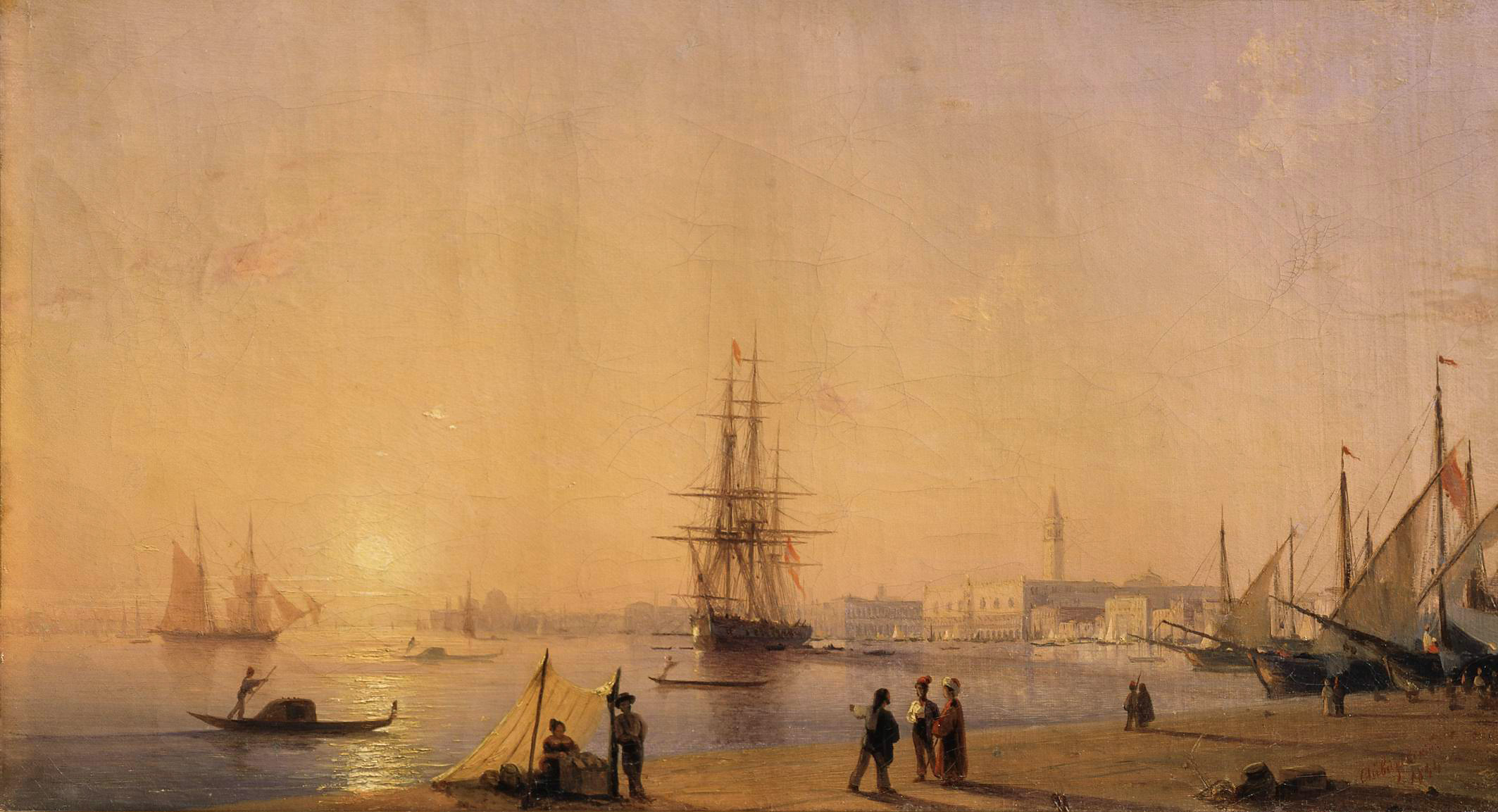
Ders.: Ansicht von Schiffen vor der Riva dei Schiavoni, 1844

Giovanni Correr, Cristoforo Pigazzi und Luigi Alvisi gründeten 1843, nachdem eine Brücke Venedig mit dem Festland verbinden sollte, die 1846 fertiggestellt wurde, eine Gesellschaft, die Kapital in Hotels investieren sollte, um am zu erwartenden Tourismus zu partizipieren. Das Projekt eines Hotels am Markusplatz wurde jedoch von Wien abgelehnt.
1848 wurden Correr und Casati, als sie sich wiederum in Wien um Reformen bemühten, angesichts der europäischen Revolutionen selbst wie Komplizen der Revolutionäre behandelt. Noch im selben Jahr überließ Correr den venezianischen Revolutionären unter Führung von Daniele Manin die Macht in der Stadt, wenn er auch noch zuvor zusammen mit Manin erfolgreich die Erlaubnis beantragt hatte, eine Zivilgarde einrichten zu dürfen, um Tumulte zu verhindern. Diese Garde wurde Angelo Mengaldo unterstellt. Manin lehnte es jedoch ab, dem von Giovanni Correr einberufenen beratenden Ausschuss beizutreten, der helfen sollte, „den Unvorhersehbarkeiten des Augenblicks“ zu begegnen. Correr suchte am 22. März das Haus Manins auf, und nach längerer Debatte teilte Correr dem Collegio municipale mit, er werde nicht der Regierung unter Manin angehören. Noch am selben Tag übergaben er und Mengaldo die Macht formal an die Revolutionäre. Die Repubblica di San Marco wurde ausgerufen und sie widersetzte sich bis zum 23. August 1849 der österreichischen Rückeroberung.
Auch nach dem gewaltsamen Wiedereinzug der Österreicher blieb Correr im Amt, wenn auch der Belagerungszustand erst am 1. Mai 1854 aufgehoben wurde. Correr richtete die historischen Regatten anlässlich des Besuchs des Kaiserpaars am 17. Dezember 1856 aus und sorgte als Präsident für die Asili Infantili, eine Art Kindergärten. 
Nach dem Ende seiner Amtstätigkeit geriet Correr schnell in Vergessenheit und verbrachte seine letzten Jahre als Bürgermeister der Kommune Lozzo. 1857 verkaufte er die Sommerresidenz der Familie, die Villa Correr di Altaura, an einen Antonio Ferrari.